# Fosfatidilinozitolna diacilglicerol-lijaza
Fosfatidilinozitolna diacilglicerol-lijaza (EC 4.6.1.13, monofosfatidilinozitol fosfodiesteraza, fosfatidilinozitol fosfolipaza C, 1-fosfatidilinozitol fosfodiesteraza, 1-fosfatidil-D-mio-inozitol inozitolfosfohidrolaza (formira ciklična-fosfat), 1-fosfatidil-1-mio-inozitol diacilglicerol-lijaza (formira 1,2-ciklična-fosfat)) je enzim sa sistematskim imenom 1-fosfatidil-1-mio-inozitol 1,2-diacil-sn-glicerol-lijaza (formira 1D-mio-inozitol-1,2-ciklična-fosfat). Ovaj enzim katalizuje sledeću hemijsku reakciju
1-fosfatidil-1-mio-inozitol {\displaystyle \rightleftharpoons } 1-mio-inozitol 1,2-ciklični fosfat + 1,2-diacil--glicerol
Ovaj enzim je bakterijskog porekla.

## Literatura
- Nicholas C. Price; Lewis Stevens (1999). Fundamentals of Enzymology: The Cell and Molecular Biology of Catalytic Proteins (Third изд.). USA: Oxford University Press. ISBN 019850229X.
- Eric J. Toone (2006). Advances in Enzymology and Related Areas of Molecular Biology, Protein Evolution (Volume 75 изд.). Wiley-Interscience. ISBN 0471205036.
- Branden C; Tooze J. Introduction to Protein Structure. New York, NY: Garland Publishing. ISBN 0-8153-2305-0.
- Irwin H. Segel. Enzyme Kinetics: Behavior and Analysis of Rapid Equilibrium and Steady-State Enzyme Systems (Book 44 изд.). Wiley Classics Library. ISBN 0471303097.
- William P. Jencks (1987). Catalysis in Chemistry and Enzymology. Dover Publications. ISBN 0486654605.

## Spoljašnje veze
- Phosphatidylinositol+diacylglycerol-lyase на 